# Szklany Dom w Warszawie
Szklany Dom, właśc. dom mieszkalny Państwowego Zakładu Ubezpieczeń Wzajemnych Pracowników Umysłowych, zwyczajowo także szklaniak – zabytkowy budynek mieszkalny znajdujący się przy ul. Mickiewicza 34/36 w Warszawie.
Nazwa „Szklany Dom” nawiązuje do długich pasów okien rozmieszczonych na całej długości fasady frontowej.

## Opis
Dom powstał w latach 1938–1941 według projektu konkursowego (I nagroda) Juliusza Żórawskiego. Budynek w kształcie litery „L” składa się z dwóch skrzydeł o długości 125 i 55 metrów. Architekt zastosował w nim pięć zasad architektury nowoczesnej Le Corbusiera: poziome (pasmowe) okna, wolny plan zabudowy poszczególnych kondygnacji, wolna fasada, przyziemie oparte na owalnych słupach („oderwanie” bryły budynku od ziemi) i płaski dach z tarasami. Obiekt został zaprojektowany z uwzględnieniem naturalnej pochyłości terenu. 
W budynku znajdowało się 110 dużych mieszkań o wysokim standardzie wykończenia, które dzięki zastosowaniu konstrukcji szkieletowej mogły być w dowolny sposób aranżowane. Posiadał 10 klatek schodowych. Na dachu powstały trzy tarasy rekreacyjne dla mieszkańców. Cechą charakterystyczną tarasu narożnego jest wygięty betonowy daszek na okrągłych słupach.  Prześwit na parterze został zamknięty dekoracyjnymi kutymi kratami z motywem róży wiatrów. 
Szklany Dom był najnowocześniejszym i najbardziej luksusowym domem wielomieszkaniowym przedwojennego Żoliborza. Został zaprojektowany jako samowystarczalna jednostka mieszkaniowa – posiadał kotłownię, garaż podziemny na 20 aut oraz zaplecze socjalne. W ścianach zamontowano rynny odprowadzające deszczówkę do studzienki w garażu, a w windach kryształowe lustra. 
1 sierpnia 1944, po odprawie rejonów przeprowadzonej w mieszkaniu przy ul. Krechowieckiej 6, do budynku przeniosło się dowództwo obwodu „Żoliborz” Armii Krajowej. Do 30 września 1944 mieściła się w nim kwatera dowódcy obwodu Mieczysława Niedzielskiego ps. „Żywiciel”. 
W czasie  powstania budynek został uszkodzony. Został wyremontowany w 1948 w związku z przyjazdem do Warszawy Pabla Picassa i planowanym bankietem na cześć artysty na tarasie na dachu.
W 1989 dom został wpisany do rejestru zabytków. W 2024 wspólnota mieszkaniowa „Szklany Dom” otrzymała pierwsze miejsce w IV edycji konkursu „Renowacja Roku Zabytków Mazowsza” za remont tarasu.

## Galeria

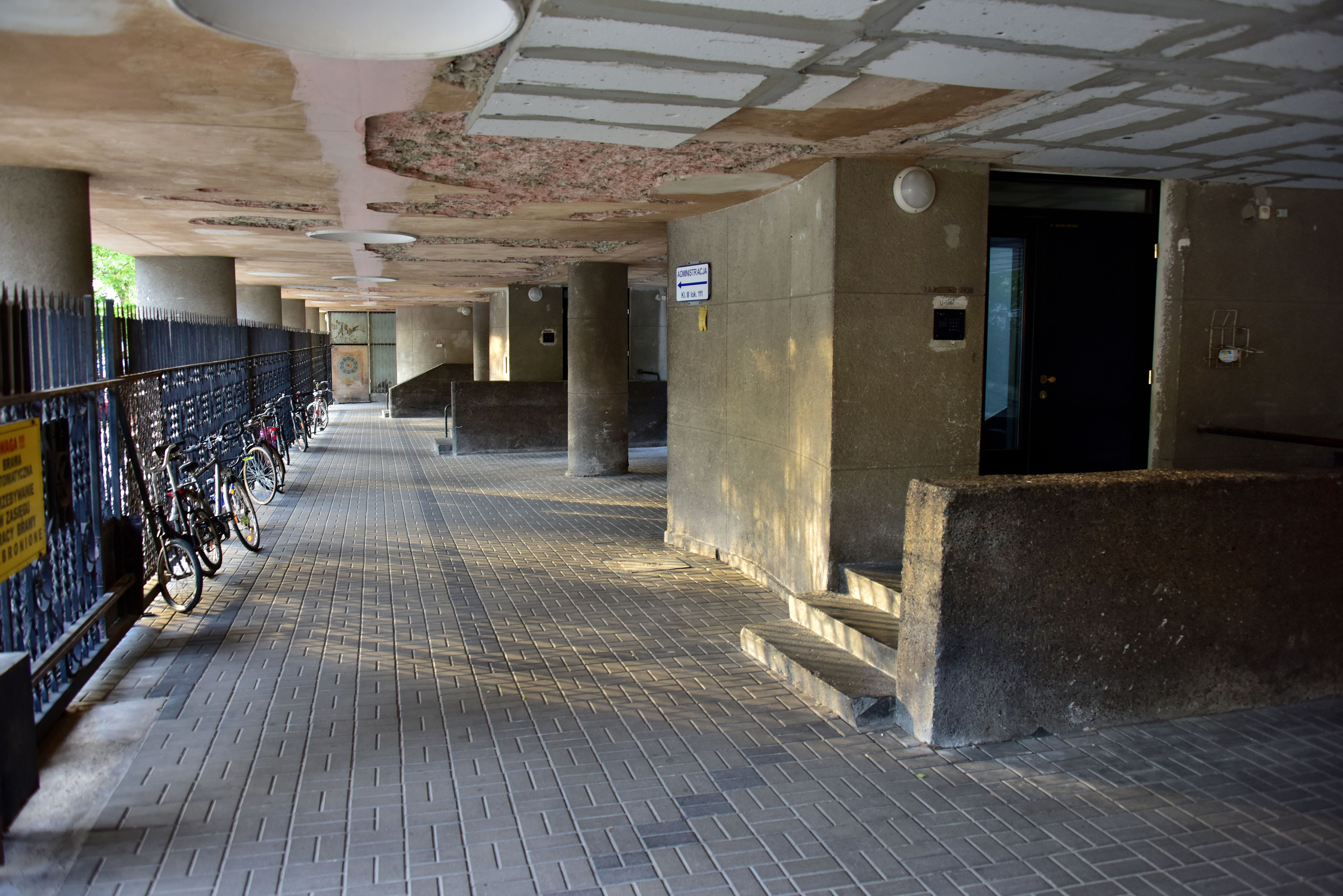
Prześwit na parterze budynku zamknięty dekoracyjnymi kutymi kratami
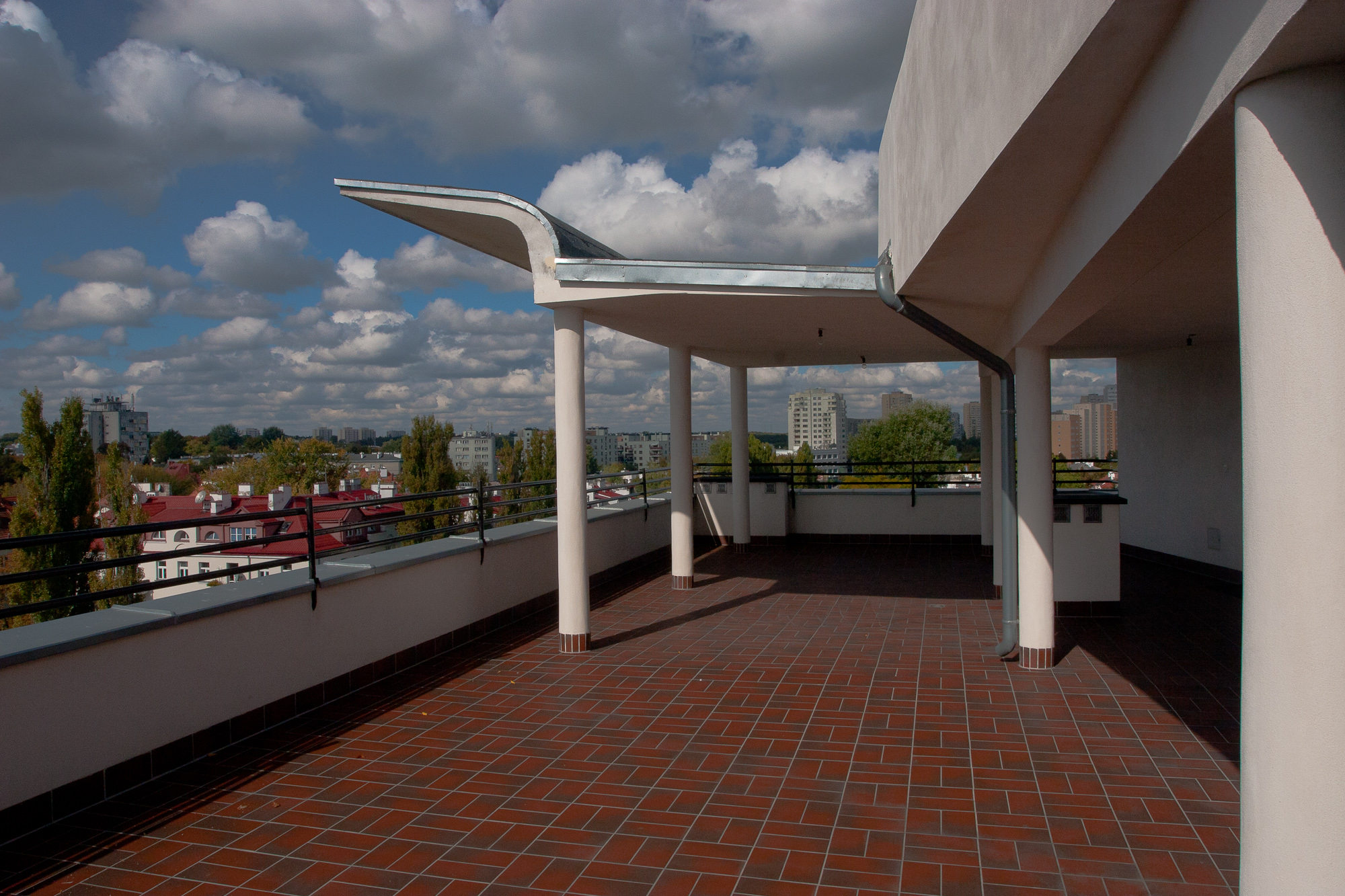
Narożny taras na dachu z wygiętym betonowym daszkiem
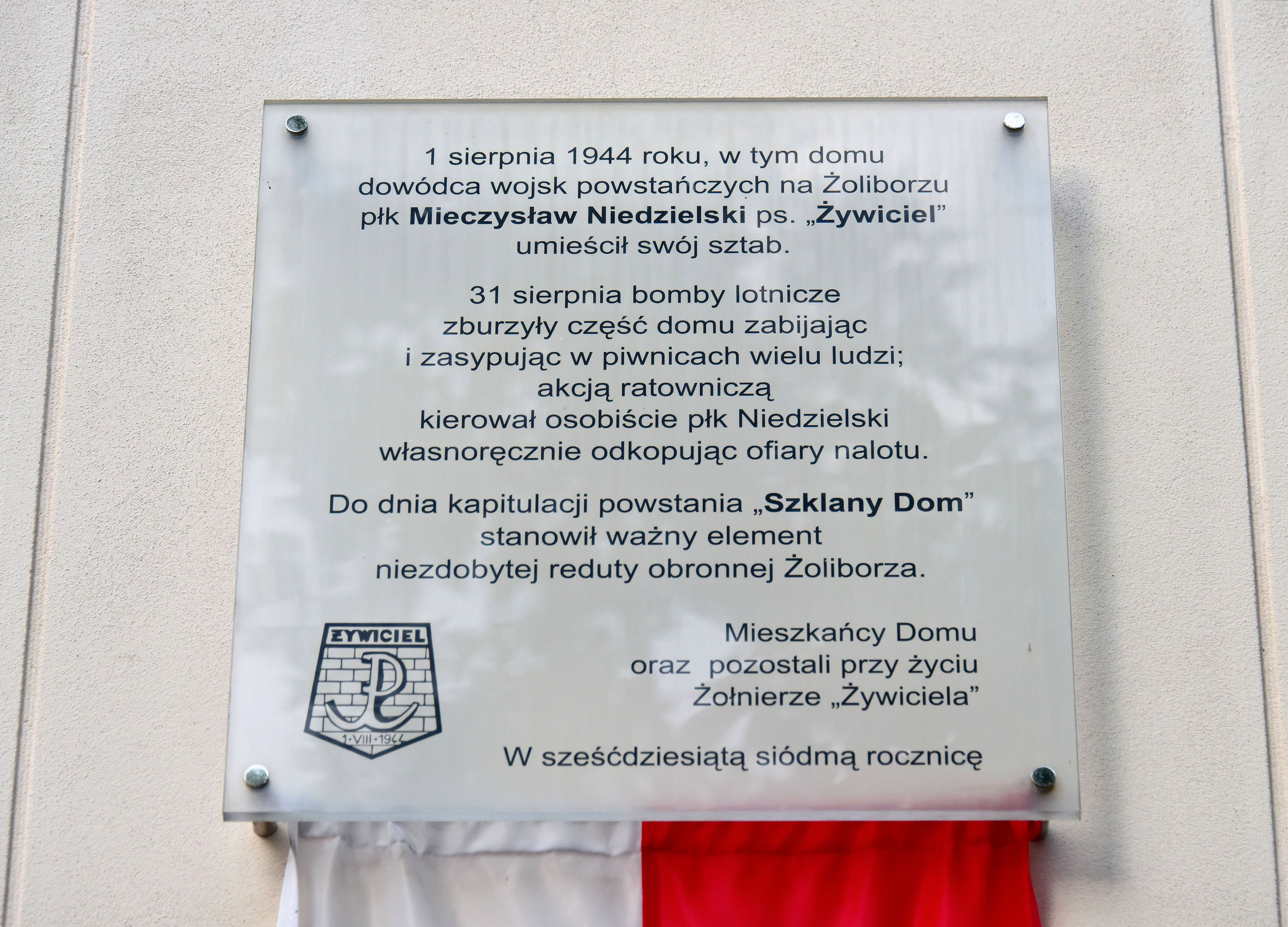
Tablica upamiętniająca sztab dowództwa obwodu „Żoliborz” Armii Krajowej stacjonujący w Szklanym Domu podczas powstania warszawskiego